# Mnemomyia rostrata
Mnemomyia rostrata is een vliegensoort uit de familie van de Mythicomyiidae. De wetenschappelijke naam van de soort is voor het eerst geldig gepubliceerd in 1975 door Bowden.